# اندیس زاهدان
زاهدان یک اندیس فلزی است که در حوالی شهر کورین استان سیستان و بلوچستان قرار دارد و مادهٔ معدنی موجود در آن، نقره است.